# Rafaela Andrade de Moraes
Rafaela Andrade de Moraes (Paranacity, 23 de maio de 1981) é uma ex-jogadora de futebol brasileira que atuava como volante.
Integrou a Seleção Brasileira de Futebol Feminino e fez parte da seleção que disputou a Copa do Mundo Feminina da FIFA de 2003.

## Carreira
Em 2003, integrou a Seleção Brasileira que conquistou o ouro nos Jogos Pan Americanos de Santo Domingo. No mesmo ano, disputou a Copa do Mundo Feminina da FIFA.
Nas temporadas 2009/10 e 2010/11, atuou pelo Collerense, da Espanha.

## Títulos
Seleção Brasileira
- Jogos Pan-Americanos: 2003[5]

- Copa América: 2003